# Métropole d'équilibre
Pour les articles homonymes, voir Métropole (homonymie).
Le terme de métropole d'équilibre désignait dans les années 1960 à 1970 une ville (ou un réseau de villes) dont l'importance régionale était destinée à jouer un rôle dans l'aménagement du territoire en France en faisant contrepoids économiquement et démographiquement à l'hypercentralisation parisienne.

## Création des métropoles
La création des métropoles d'équilibre s'inscrit dans une politique d'aménagement du territoire destinée à contrôler le développement de la région parisienne et à renforcer l'armature urbaine en développant dans plusieurs grandes villes de province des fonctions jusque-là assurées quasi exclusivement par la capitale. En 1963, un rapport des géographes Jean Hautreux et Michel Rochefort a permis à la Délégation à l'aménagement du territoire et à l'action régionale (DATAR) nouvellement créée d'identifier huit villes ou réseaux de villes susceptibles de bénéficier d'une politique de rééquilibrage.
Les huit premières métropoles d'équilibre furent désignées officiellement par le Comité interministériel pour l'aménagement du territoire du 2 juin 1964, puis plusieurs métropoles "assimilées" enrichirent la liste dans les années suivantes. La qualité de métropole d'équilibre n'apportait aucun statut juridique particulier aux villes concernées, mais constituait un cadre pour l'intervention des pouvoirs publics. La politique des métropoles d'équilibres fut mise en sommeil en 1974.

## Listes des métropoles
La liste des huit premières métropoles d'équilibre :
- Lyon-Saint-Étienne-Grenoble
- Aix-Marseille
- Lille-Roubaix-Tourcoing
- Toulouse
- Bordeaux
- Nantes-Saint-Nazaire
- Strasbourg
- Nancy-Metz

Les cinq métropoles « assimilées » reconnues en 1973 :
- Rennes
- Dijon
- Nice
- Clermont-Ferrand
- Rouen

| Paris Lille Roubaix Tourcoing Metz Nancy Strasbourg Nantes Saint-Nazaire Bordeaux Toulouse Lyon Saint-Étienne Grenoble Marseille Aix Rouen Rennes Dijon Clermont-Ferrand Nice \| 100 km1:8 108 000 Paris, capitale d’une France hypercentralisée Huit métropoles d’équilibre en 1964 Métropoles « assimilées » en 1973 \| |
| 100 km1:8 108 000 Paris, capitale d’une France hypercentralisée Huit métropoles d’équilibre en 1964 Métropoles « assimilées » en 1973 |